# La Chapelle-Montmartin

La Chapelle-Montmartin este o comună în departamentul Loir-et-Cher, Franța. În 1 ianuarie 2022 avea o populație de 409 de locuitori.